# صربيا المحتلة من قبل ملكية هابسبورغ (1686-1891)
يُشير تعبير صربيا المُحتلة من قِبل ملكية هابسبورغ إلى الفترة الممتدة بين عامي 1686 و1699 من الحرب التركية العظمى، والتي كانت خلالها العديد من مناطق صربيا الحالية (وهي المناطق التي كانت أراض عثمانية بحكم القانون) مُحتلة من قِبل ملكية هابسبورغ. في تلك المناطق، أسست سلطات ملكية هابسبورغ أشكالًا عدة من الإدارات العسكرية المؤقتة، من ضمنها الميليشيا الصربية التي قد تنظمت حديثًا. بموجب معاهدة كارلوفيتس في عام 1699، ظلت بعض هذه المناطق تحت حكم ملكية هابسبورغ الدائم، في حين أُعيدت مناطق أخرى إلى الدولة العثمانية.

## التاريخ
في عام 1683، اندلعت حرب فيينا العظمى بين الإمبراطورية العثمانية وملكية هابسبورغ. بعد النصر في حصار بودا (1686)، استمرت قوات هابسبورغ بتقدمها نحو الجنوب، مجبرةً العثمانيين على الانسحاب من مملكة المجر والمناطق المجاورة. في نفس الوقت، شكّل الصرب المحليون، الذين كانوا مسيحيين، الميليشيا الصربية وانضموا إلى قوات هابسبورغ ضد العثمانيين، وأخرجوهم (كليًا أو جزئيًا) من مناطق باتشكا وبانات وسيرميا (الموافقة لمقاطعة فويفودينا حاليًا، في صربيا).
في عام 1688، نظمت قوات هابسبورغ هجومًا آخر نحو الجنوب، عابرةً نهري سافا والدانوب. في نفس الوقت، نشَطت الميليشيا الصربية في منطقتي شوماديا وراشكا في وسط صربيا. بعد النصر في حصار بلغراد (1688)، واصلت قوات هابسبورغ تقدمهما نحو الجنوب آخذةً نيش، ووصلت إلى بريزرِن وإسكوبية (1689). في نفس الوقت اصطف البطريرك الصربي أرسِنيّ الثالث تشيرنوفيتش مع ملكية هابسبورغ أيضًا. ببداية عام 1690، تضمنت المنطقة التي تسيطر عليها ملكية هابسبورغ معظم منطقة صربيا الحالية.
في عام 1690، انطلق هجوم عثماني مضاد شامل، مُجبرًا قادة هابسبورغ والميليشيا الصربية على الانسحاب إلى الشمال. تسببت الأعمال الوحشية العثمانية بهجرة الصرب الكبرى، بقيادة البطريرك الصربي أرسِنيّ الثالث، الذي غادر بطريركية دير بيخا، وترأس مجلس القادة الصرب، الذي اجتمع في بلغراد عام 1690 وانتخب الإمبراطور ليوبولد الأول ليكون ملك صربيا. شرع العثمانيون بحصار بلغراد عام 1690 واستردوا المدينة، لكنهم أُوقِفوا في معركة سلنكمان (1691) في سيرميا.
في عام 1693، قررت قوات هابسبورغ استعادة بلغراد. هاجم الجيش الإمبراطوري، بقيادة الدوق تشارلز أوجين دي كروي، المدينة وأرسى الحصار، لكن الحامية العثمانية نظمت مقاومة ناجحة وتمكنت من صد الهجوم. خلال السنوات القليلة التالية، حاول العثمانيون عدة مرات استعادة منطقتي سيرميا وباتشكا، لكنهم هزموا في النهاية في معركة زانطة (1697) (في بلدة سينتا حاليًا، شمال صربيا).
كان انسحاب ملكية هابسبورغ من المناطق الجنوبية لصربيا الحالية متزامنًا مع الهجرات الصربية الكبرى إلى المناطق الشمالية، الباقية ضمن حدود ملكية هابسبرغ. انتهت الحرب بمعاهدة كارولفيتس عام 1699 (وُقّعت في بلدة سريمسكي كارلوفيتس في شمال صربيا الحالية)، قُسمت بموجبها المنطقة التي هي اليوم صربيا، بين الإمبراطورية العثمانية وملكية هابسبورغ. وفقًا للمعاهدة، ظلت معظم منطقة صربيا الحالية ضمن الإمبراطورية العثمانية، بينما خُصصت منطقة باتشكا وجزء من منطقة سيرميا إلى ملكية هابسبورغ.